# Biblia króla Jakuba
Biblia króla Jakuba (ang. King James Version, w skrócie: KJV), Wersja Autoryzowana (ang. Authorized Version, w skrócie: AV) – protestanckie, angielskie tłumaczenie Biblii zamówione na potrzeby Kościoła Anglii przez króla Jakuba I. W 1604 roku król zgodził się by w kościołach czytano zrewidowany przekład Biblii w języku angielskim. Po raz pierwszy przekład ten wydał w roku 1611 drukarz królewski Robert Baker.
Trzeci autoryzowany przez króla Anglii przekład Pisma Świętego w języku angielskim (po Wielkiej Biblii z roku 1539 i Biblii biskupiej z roku 1568).

## Geneza
W XVI w. Anglia przechodziła okres reformacji i fali nawrotu do katolicyzmu. W rezultacie pod koniec XVI w. w kraju konkurowały ze sobą dwa wydania Pisma Świętego. Były to: nowatorska Biblia genewska, wydana w 1560 roku przez grupę protestanckich uczonych, którzy po dojściu do władzy Marii I Tudor (zwanej „Krwawą Mary”) w 1553 roku uciekli z Anglii przed represjami religijnymi królowej Marii i grożącą im śmiercią, oraz wydana za rządów Elżbiety I Biblia biskupia (ang. Bishops' Bible) z 1568 roku, przygotowana przez kilkunastu biskupów w celu ograniczenia popularności Biblii genewskiej. 
Biblia genewska w wielu w przypisach marginesowych miała wymowę antykrólewską, odnosząc się w ten sposób do prześladowań protestantów prowadzonych przez królową Marię I. Biblia biskupia wydana pospiesznie, choć prokrólewska, okazała się słaba językowo i nie cieszyła się popularnością. Chcąc rozwiązać tę sytuację, król Jakub zlecił przygotowanie nowego tłumaczenia Biblii.

## Zasady tłumaczenia i zespół tłumaczy
W 1604 roku sformułowano podstawowe zasady nowego tłumaczenia. Biblia nie miała posiadać wzbudzających kontrowersje przypisów, jej język miał być zrozumiały dla ludu, tłumaczenie powinno być wierne i ścisłe oraz dokonane na podstawie warsztatu naukowego. W tym celu król wyznaczył zespół 54 uczonych dobranych z najróżniejszych kręgów, od purytanów po najwyższych dostojników Kościoła. Zespół ten podzielono na sześć komisji, z których każda miała przełożyć inną część Pisma Świętego. Komisje porównywały wcześniejsze tłumaczenia angielskie z oryginalnym tekstem hebrajskim, aramejskim i greckim.
Na tłumaczy Jakub I wyznaczył zarówno wybitnych znawców języków oryginalnych Biblii, jak też osoby o dużym lecz zróżnicowanym doświadczeniu życiowym. W ten sposób znaleźli się wśród nich m.in. John Layfield (uczestnik walk z Hiszpanami w Portoryko), abp George Abbot (autor kilkukrotnie wznawianego przewodnika po świecie), Hadrian a Saravia (pół Flamand i pół Hiszpan), znawcy kultury europejskiej, uczeni arabscy, William Bedwell i Henry Savile (matematycy), nadużywający alkoholu lecz równocześnie doskonały znawca łaciny Richard „Dutch” Thomson czy wybitny przedstawiciel Kościoła John Overall.

## Znaczenie
Tłumaczenie to wywarło głęboki wpływ nie tylko na wszystkie następne angielskie tłumaczenia Biblii, ale także na całą literaturę angielską. Dzieła takich znanych autorów jak John Bunyan, John Milton, Herman Melville, John Dryden i William Wordsworth są wypełnione treściami, dla których inspiracją w oczywisty sposób była ta wersja Biblii. Także dla kompozycji Georga Friedricha Händla „Biblia króla Jakuba” była istotnym źródłem. Na marginesach KJV umieszczone były Roczniki Świata Jamesa Usshera.
Na Biblię króla Jakuba przysięgę składają obejmując urząd prezydenci Stanów Zjednoczonych (najczęściej na osobisty egzemplarz George’a Washingtona, wyjątkowo Barack Obama na egzemplarz Abrahama Lincolna).
Przekład ten posłużył misjonarzom protestanckim jako podstawa tłumaczenia na inne języki. Łączny nakład wszystkich wydań ocenia się na ponad miliard egzemplarzy.

## Źródła przekładu
Biblia króla Jakuba została wykonana jako rewizja Biblii biskupiej (ang. Bishops' Bible) z 1568 roku. Tłumacze obszerne fragmenty czerpali z przekładu Williama Tyndale’a. Według szczegółowych analiz około 75% Starego Testamentu oraz 84% tekstu Nowego Testamentu Biblii króla Jakuba zachowuje brzmienie jego przekładu.

### Stary Testament
Tłumacze użyli tekstu w tradycji masoreckiej z Biblii rabinicznej wydanej przez Daniela Bomberga (1524–1525), jednak w miejscach ważnych dla chrześcijaństwa dostosowali tekst do greckiej Septuaginty i łacińskiej Wulgaty. Niemniej Biblia króla Jakuba oddaje najwierniej tradycję judaistyczną ze wszystkich poprzednich angielskich tłumaczeń.
W Starym Testamencie przekład ten oddaje tetragram jako „the LORD” (w późniejszych edycjach pisane kapitalikami) lub „the LORD God” (dla JHWH Elohim, יהוה אלהים), zachowując w czterech miejscach imię Boże w formie „JEHOVAH” pisane kapitalikami (Księga Wyjścia 6:3, Psalm 83:18 oraz Księga Izajasza 12:2 i 26:4). W trzech miejscach przekład używa kombinacji form imienia Bożego (Rodzaju 22:14, Wyjścia 17:15, Sędziów 6:24).

### Nowy Testament
Wykorzystano następujące źródła:
- edycje z 1598 oraz 1588–1589 tekstów greckich Theodora Bezy (jednak F.H.A. Scrivener zlokalizował 190 miejsc, gdzie KJV odchodzi od tekstu Bezy na rzecz Biblii biskupiej
- Textus receptus w edycji Roberta Stefanusa oraz w edycji Erazma z Rotterdamu
- Wulgata – pewna część wersetów została oddana w sposób, którego nie można zidentyfikować z żadnym greckim tekstem, a jedynie z łacińską Wulgatą

### Tłumaczenia na język polski
W 2024 roku opublikowano pierwsze znane wierne tłumaczenie Nowego Testamentu Biblii Króla Jakuba (King James Version, KJV) na język polski. Przekład dostępny jest w formacie równoległym (angielsko-polski), co umożliwia bezpośrednie porównanie tekstu oryginalnego z jego polską wersją. Tłumaczenie jest udostępnione publicznie na stronie internetowej  oraz w wersji drukowanej na platformie Amazon. Tłumaczenie zachowuje strukturę i styl Biblii KJV z 1611 roku, oddając tekst w nowoczesnym, zrozumiałym języku polskim.

### Apokryfy
Podstawą do tłumaczenia edycji z apokryfami (With Apocrypha) była Septuaginta z Poligloty antwerpskiej. Posiłkowano się łacińską Wulgatą.

## „Biblia cudzołożników”
Wydanie Biblii króla Jakuba z roku 1631 zostało potocznie nazwane „Biblią cudzołożników” (również „Biblią grzeszników” czy „Biblią Niegodziwą”). Wzięło się to z błędu zecerskiego jaki popełnili drukarze w tekście dziesięciu przykazań. Opuszczono słowo „nie” w przykazaniu „Nie cudzołóż” co nadało mu brzmienie „Cudzołóż”. Pomyłka została rozpowszechniona w wielkiej liczbie egzemplarzy, w tym w tysiącu kopii zamówionych przez króla Anglii i Szkocji Karola I. Autorzy tego wydania zostali rok później ukarani wysoką grzywną oraz odebraniem licencji na druk.

## Wersje zrewidowane
Z tekstu KJV wywodzą się:
- Nowa Biblia króla Jakuba
- English Standard Version[5]
- New American Standard Bible[6]
- Revised Standard Version[7]

W New International Version widać istotny wpływ Biblii króla Jakuba, choć nie jest to otwarcie stwierdzone.
Współczesne wydania KJV są najczęściej zgodne z kanonem protestanckim. Jednak niektóre wydania uzupełniano też o tzw. księgi deuterokanoniczne, uznawane przez protestantów za apokryfy, skąd też pochodzi oznaczenie tych edycji, jako „with Apocrypha”.
W oparciu o KJV w 2021 ukazała się tzw. Biblia Trumpa.

## Ruch „Tylko Król Jakub”
W krajach anglojęzycznych działa fundamentalistyczny ruch protestancki, tzw. Ruch „Tylko Król Jakub” (ang. King-James-Only Movement), którego zwolennicy posługują się jedynie lub głównie tą wersją Biblii, odrzucając inne współczesne przekłady.